# Сухоборське
Сухобо́рське (рос. Сухоборское) — село у складі Щучанського району Курганської області, Росія. Адміністративний центр Сухоборської сільської ради.
Населення — 665 осіб (2010, 746 у 2002).
Національний склад станом на 2002 рік: росіяни — 82 %.